# 天祐 (黎朝)
天祐（てんゆう）は、ベトナム後黎朝の英宗が使用した元号。1557年。天佑にも作る。

## 西暦・干支・他元号との対照表
| 天祐 | 元年     |
| 西暦 | 1557年   |
| 干支 | 丁巳     |
| 莫朝 | 光宝4年  |
| 明   | 嘉靖36年 |